# X'Hal
X'Hal es un personaje ficticio en el universo de DC Comics. Ella apareció por primera vez en New Teen Titans (volumen 1) #24 (octubre de 1982).

## Biografía de personaje ficticio
X'Hal nació en el planeta Okaara, y una vez fue el guerrero más grande en el Sistema Estrella Vegano. Después de que X'Hal fue asesinado por los Psions, su cuerpo sin vida fue sometido a brutales experimentos médicos, lo que la convirtió en una entidad de energía pura. La ahora superpotente X'Hal destruyó a las Psions y su laboratorio, y regresó a Okaara, donde es adorada como un dios.
Uno de los hijos gemelos de X'Hal nació como un monstruo horrible, debido a los efectos de la experimentación de Psion. Introdujo el concepto de guerra a los pacíficos Okaarans, y más tarde fundó la Ciudadela. Después de fusionarse con la computadora de la Ciudadela, el hijo de X'Hal atacó el planeta Tamaran. En la batalla resultante, la familia gobernante fue asesinada. Los Okaaranos desterraron al malvado hijo y luego se vieron obligados a encarcelar al enfurecido X'Hal, a costa de miles de vidas.

### Los Nuevos 52
En The New 52, después de la guerra con Guardianes del Universo y Relic, los nuevos guardianes, Carol Ferris y Kyle Rayner se enfrentan a X'Hal, actuando al frente de una nueva religión, The Light y The Fire. Sus seguidores defienden la no violencia y la paz, y se la ve para ayudarlos actuando directamente en su nombre, reparando el daño causado por la guerra y protegiendo a las personas de los ataques.